# 가게우라 마사루
가게우라 마사루(일본어: 景浦 將, 1915년 7월 20일 ~ 1945년 5월 20일)는 일본 에히메현 마쓰야마시 출신의 일본 프로 야구 선수이다.
일본 프로 야구 역사에 남을 전설적인 선수로 본명이 '지휘관(將)'이었기 때문에 투장(鬪將)의 이명을 취했고 미즈시마 신지의 만화 '아부상'의 가게우라 다케시의 모델이 된 사람으로도 알려져 있다. 아사히군에 속해 있던 가게우라 겐이치는 그의 친동생이다. 시인인 사이조 야소로부터 '전장을 달리는 탱크'라고 칭해졌다.

## 경력

### 프로 입단 전
친가는 재목상을 영위했고 소년 시절에는 몸집이 작고 말랐었기 때문에 야구가 아니라 검도에 몰두했다. 나중에 고시엔 대회의 강호인 마쓰야마 상업학교에 입학해 2학년까지 검도부에 속해 있었는데, 이후에 가게우라의 장타력의 근원이 검도 연습으로 단련된 강인한 손목과 다리에 있다고 알려져 있다.
3학년 때 야구부의 부원이 부족한 사태가 벌어져 당시 지도자였던 고토 지로에게 이끌려 야구부에 입부했는데 타구의 날카로움이나 공을 던지는 속도가 빨라 두각을 나타내기 시작했다. 미쓰모리 히데오(이후에 호세이 대학을 거쳐 요미우리 자이언츠에 입단), 다카스 기요세이(이후 와세다 대학과 대일본 맥주 야구부를 거쳐 이글스와 퍼시픽에 재직) 등과 함께 고시엔에 출장해 1931년 봄 고시엔 대회에서는 8강, 여름 고시엔 대회에서는 베스트4, 1932년 봄 고시엔 대회에서는 구스모토 다모쓰가 이끄는 아카시 중학교를 상대로 접전 끝에 승리해 우승을 차지했다. 여름 고시엔 대회에서는 결승전인 주쿄 상업학교와의 일전에서 2회말 미쓰모리의 뒤를 이어 등판해 2실점하며 0대 3으로 끌려갔으나 9회초 본인의 3루타를 시작으로 3점을 내리 따내며 동점을 만들었다. 하지만 9회말 주쿄의 공격에서 타자가 친 타구가 왼발에 맞아 강판당했고 3루수로 교체되었으나 주쿄가 부상당한 가게우라를 같은 번트 공격으로 공략해 연장 11회 끝내기 패배를 당하며 준우승에 그쳤다.
이후에는 릿쿄 대학에 입학해 1학년 때는 타자로 장타력을 발휘했고 투수로 4승 1패의 준수한 성적을 거두며 릿쿄 대학의 리그 우승에 공헌했다. 마쓰야마 상업과 릿쿄 시절의 선배인 쓰보우치 미치노리가 있어 이후까지 그 친분이 계속되었다.

## 프로 입단 후
1936년 2월 28일 릿쿄 대학을 중퇴하고 오사카 타이거스에 입단했다. 큰 사과를 한줌에 부술 정도의 약력으로 타이거스의 초대 4번·3루수의 슬러거로 활약하며 팀의 중심 타자로 도쿄 자이언츠의 사와무라 에이지와 명승부를 펼쳤다. 인원 부족으로 마운드에 오르는 일도 있었다.
투수로서는 무거운 슈트를 무기로 1936년 추계 리그에서 방어율 0.79로 최우수 평균 자책점, 6승 무패 승률 10할로 최고 승률을 차지했다.
1937년 3루수의 4번 타자로 전향해 수위 타자(추계), 타점왕(춘계)을 차지했고 1938년 발군의 활약을 보이며 초대 프로 야구 일본 제일과 일본 제일 2연패를 이끌었다. 바로 프로 야구 최강 군단이 오사카 타이거스였던 시대였다. 사와무라를 가지고도 막을 수 없었던 존재로 당시 자이언츠의 감독이었던 후지모토 사다요시가 "사상 최강의 타자"라고 평했다. 1937년 춘계 리그에서 투수로 규정 이닝을 충족시키며 방어율 0.93로 사와무라에 이어 2위, 추계 리그에서는 타율 .333으로 수위 타자를 차지했는데 최우수 방어율과 수위 타자를 차지한 것은 현재까지 가게우라가 유일하다. 또한 같은 시즌에 기록한 출루율 .515는 1974년의 오 사다하루에 이은 역대 2위의 기록이다. 1938년 춘계에 두 번째 타점왕을 차지했고 수비에서는 강견으로 팀을 위기에서 구해냈다. 1940년 첫 번째 응소로 1943년에 복귀했다. 복귀한 후에는 이전과 같은 장타력을 발휘했으나 수비에서는 병역을 수행하는 동안 과도한 수류탄 투척으로 어깨를 다쳐 주로 어깨의 부담이 적은 1루를 지켰다. 그래도 병역의 영향으로 수비력은 떨어지고 상대팀의 팬은 역시 병역에서 돌아온 후지무라 후미오가 지키던 2루의 사이를 노리라는 야유가 날아들었다는 이야기가 남아 있다.
친정의 가업을 잇기 위해 같은 시즌 후 은퇴했다. 1944년 두 번째로 응소했는데 처음에는 만주에서 종군했는데 프로 레슬러인 마에다야마 에이고로(전후 제39대 요코즈나)가 위문 공연으로 고린 시에 체류하고 있던 당시 치아가 빠지고 매우 마른 상태였기 때문에 에히메 현 동향이던 마에다야마가 그를 보고 가게우라라고 믿지 못했다고 한다.
1945년 5월 20일 필리핀의 카란그란 섬에서 전사했다고 전후 친정 유족들에게 보내진 전사 홍보에 적혀 있으나 실제로는 부대가 전멸했기 때문에 생존자가 없어 병사나 아사라고도 하지만 자세한 것은 불명으로 남았다. 마쓰야마에 건립된 묘비와 위의 전사 홍보에 따르면 최종 계급은 상사였다. 또한 친정어머니의 조치로 마지막으로 전장에 향하기 전 결혼했다고 한다. 나중에 집에 유골함이 도착했는데 동생인 가게우라 겐이치와 조카 가게우라 다카오는 인터뷰에서 "돌멩이가 3개 들어 있었다. 이런 것이 한 사람의 생명인가……"라고 말했다고 한다. 도쿄 돔 구내의 진혼의 비에 그의 이름이 새겨져 있다.
1965년, 야구 명예의 전당에 입성했다.

## 인물
사와무라 에이지의 라이벌로 "동쪽의 사와무라 서쪽의 가게우라", "직업 야구는 사와무라가 던지고 가게우라가 치며 시작했다"라고 평가받았다. 또한 1984년 '일본 프로 야구 50주년 기념우표'가 일본 우정성에서 발매되었을 때 가게우라의 위 사진을 바탕으로 한 디자인이 채용되었다(그러나 공식적으로 가게우라라고 지칭하지 않고 타자라고 지칭했다. 자세한 절은 사와무라 에이지 항목을 참고).
미스터 타이거스의 초대를 후지무라 후미오라고 보는 경우가 많지만 가게우라야말로 초대라고 하는 견해도 있다.
프로 야구가 시작된 전쟁 이전의 영상 기록은 남아있지 않지만 상반신이 끊어져버릴 정도의 풀 스윙을 하는 가게우라의 영상이 남아 있다. 마음에 들지 않으면 눈앞에 온 땅볼을 향하지 않았고 선수 동료와 밀크홀의 대금을 건 경기에서 홈런을 치고 달리면서 중지를 들어올리기도 했다.
상당한 대식가로 마쓰야마 상업 시절에는 하교 도중에 마쓰야마 역에서 팔던 히기리야키를 20개나 먹고 나서 집에 돌아가거나 와카바야시 다다시와 '전골의 고기(약 4 kg)를 먹으면 상금 10엔'이라는 도박에서 이기도 했다. 동료 레슬러로 부실 최고의 열성부원이었던 마에다야마와 닭 꼬치를 먹어 비교해 160개로 이긴 이야기와 같은 일화가 남아 있다. 실제로는 섬세하며 동료 생각을 잘 하는 인물이었다고 한다.
마쓰키 겐지로는 전후 한신의 감독 시절 가게우라가 재향하여 "전쟁에서 돌아왔습니다. 이제부터 경기에 나서야 하기 때문입니다"라고 본인에게 말하고 경기에 출전하는 꿈을 자주 꾸었다고 한다. 마쓰키는 "무사히 전쟁에서 돌아왔다면 타이거스의 감독이 되고 자이언츠에 지지 않는 팀을 만들고 있었을 것이다. 인간으로써 저렇게 훌륭한 사람은 없었다"고 술회하고 있다.
가게우라의 괴력을 보여주는 기록으로 당시에 홈런이 나오기 어렵다고 여겨졌던 한신 고시엔 구장의 럭키존 설치 이전에 가장 많은 오버 펜스 홈런(4개로 한큐 브레이브스의 야마시타 미노루와 타이)을 날렸다. 가게우라의 대학 선배인 쓰보우치 미치노리는 가게우라와 함께 밤의 댄스홀에 다닐 때 소지금이 분실된 적이 있다. 고시엔 구장에서 홈런을 치면 20엔의 상금을 받았던 가게우라에게 홈런을 쳐달라고 부탁했는데 가게우라는 정말 홈런을 쳐냈다. 이런 일화를 소개하며 가게우라의 파워는 정말 특별했다고 회고했다.
마쓰키에 의하면 사용한 배트의 무게는 270문(1.025kg)에서 280문(1.05kg) 사이로 길이는 35인치(88.9mm)에 달해 프로 입단 당시 265문(0.994kg)의 배트를 사용하던 마쓰키를 놀라게 했다고 한다.

## 상세 정보

### 출신 학교
- 구제 에히메 현립 마쓰야마 상업학교(현재의 에히메 현립 마쓰야마 상업고등학교)
- 릿쿄 대학 (중퇴)

### 선수 경력
- 오사카 타이거스·한신군(1936년 ~ 1940년, 1943년)

### 수상·타이틀 경력

#### 타이틀
- 수위 타자 : 1회(1937년 추계)
- 타점왕 : 2회(1937년 춘계, 1938년 춘계)
- 최우수 평균 자책점 : 1회(1936년 추계)
- 최고 승률 : 1회(1936년 추계)

#### 수상
- 일본 야구 명예의 전당 헌액자(1965년)

### 개인 기록
- 14경기 연속 득점(1938년 7월 9일 ~ 9월 9일)

### 등번호
- 6(1936년 ~ 1939년, 1943년)

### 연도별 타격 성적
| 연 도       | 소 속       | 경 기 | 타 석 | 타 수 | 득 점 | 안 타 | 2 루 타 | 3 루 타 | 홈 런 | 루 타 | 타 점 | 도 루 | 도 루 자 | 희 생 번 | 희 생 플 | 볼 넷 | 고 4 | 사 구 | 삼 진 | 병 살 타 | 타 율 | 출 루 율 | 장 타 율 | O P S |
| ----------- | ----------- | ----- | ----- | ----- | ----- | ----- | ------- | ------- | ----- | ----- | ----- | ----- | -------- | -------- | -------- | ----- | ---- | ----- | ----- | -------- | ----- | -------- | -------- | ----- |
| 1936년 춘계 | 오사카 한신 | 15    | 66    | 58    | 6     | 19    | 5       | 1       | 1     | 29    | 17    | 0     | 4        | 0        | --       | 8     | --   | 0     | 5     | 4        | .328  | .409     | .500     | .909  |
| 1936년 추계 | 오사카 한신 | 31    | 133   | 113   | 17    | 28    | 9       | 0       | 1     | 40    | 21    | 4     | 4        | 0        | --       | 20    | --   | 0     | 11    | 4        | .248  | .361     | .354     | .715  |
| 1937년 춘계 | 오사카 한신 | 55    | 241   | 190   | 41    | 55    | 14      | 5       | 2     | 85    | 47    | 7     | 3        | 0        | --       | 51    | --   | 0     | 17    | 3        | .289  | .440     | .447     | .887  |
| 1937년 추계 | 오사카 한신 | 38    | 165   | 120   | 28    | 40    | 12      | 2       | 3     | 65    | 31    | 5     | 0        | 0        | --       | 44    | --   | 1     | 5     | 3        | .333  | .515     | .542     | 1.057 |
| 1938년 춘계 | 오사카 한신 | 31    | 141   | 120   | 19    | 34    | 6       | 0       | 5     | 55    | 31    | 0     | 0        | 0        | --       | 21    | --   | 0     | 13    | 2        | .283  | .390     | .458     | .848  |
| 1939년      | 오사카 한신 | 27    | 117   | 99    | 15    | 26    | 5       | 0       | 1     | 34    | 13    | 1     | 0        | 0        | --       | 17    | --   | 1     | 6     | 3        | .263  | .376     | .343     | .720  |
| 1940년      | 오사카 한신 | 74    | 303   | 267   | 33    | 69    | 7       | 1       | 9     | 105   | 38    | 6     | 5        | 0        | 0        | 36    | --   | 0     | 23    | 3        | .258  | .347     | .393     | .740  |
| 1943년      | 오사카 한신 | 52    | 210   | 167   | 13    | 36    | 5       | 1       | 3     | 52    | 24    | 5     | 2        | 2        | --       | 40    | --   | 1     | 7     | 7        | .216  | .370     | .311     | .682  |
| 통산：6년   | 통산：6년   | 323   | 1376  | 1134  | 172   | 307   | 63      | 10      | 25    | 465   | 222   | 28    | 14       | 2        | 0        | 237   | --   | 3     | 87    | 25       | .271  | .398     | .410     | .808  |

- 굵은 글씨는 시즌 최고 성적.
- 오사카(오사카 타이거스)는 1940년 시즌 도중 한신(한신군)으로 구단명을 변경.
- 출처 : 공식 야구 가이드 일본 프로 야구 기록 대백과·한신 타이거스 쇼와의 발자취

### 연도별 투수 성적
| 연 도       | 소 속     | 등 판 | 선 발 | 완 투 | 완 봉 | 무 4 구 | 승 리 | 패 전 | 세 이 브 | 홀 드 | 승 률 | 타 자 | 이 닝 | 피 안 타 | 피 홈 런 | 볼 넷 | 고 4 | 몸 맞 | 탈 삼 진 | 폭 투 | 보 크 | 실 점 | 자 책 점 | 평 자 책 | W H I P |
| ----------- | --------- | ----- | ----- | ----- | ----- | ------- | ----- | ----- | -------- | ----- | ----- | ----- | ----- | -------- | -------- | ----- | ---- | ----- | -------- | ----- | ----- | ----- | -------- | -------- | ------- |
| 1936년 춘계 | 오사카    | 1     | 0     | 0     | 0     | 0       | 0     | 0     | --       | --    | ----  | 13    | 2.2   | 3        | 0        | 2     | --   | 0     | 1        | 0     | 0     | 3     | 2        | 6.75     | 1.88    |
| 1936년 추계 | 오사카    | 8     | 8     | 5     | 1     | 0       | 6     | 0     | --       | --    | 1.000 | 214   | 57.0  | 23       | 0        | 18    | --   | 0     | 30       | 0     | 0     | 8     | 5        | 0.79     | 0.72    |
| 1937년 춘계 | 오사카    | 22    | 7     | 3     | 1     | 0       | 11    | 5     | --       | --    | .688  | 434   | 106.1 | 72       | 0        | 39    | --   | 1     | 52       | 0     | 0     | 26    | 11       | 0.93     | 1.04    |
| 1937년 추계 | 오사카    | 8     | 1     | 1     | 0     | 0       | 4     | 1     | --       | --    | .800  | 120   | 31.1  | 18       | 1        | 9     | --   | 0     | 17       | 0     | 0     | 5     | 5        | 1.44     | 0.86    |
| 1938년 춘계 | 오사카    | 6     | 1     | 0     | 0     | 0       | 2     | 0     | --       | --    | 1.000 | 125   | 29.1  | 26       | 0        | 12    | --   | 1     | 16       | 0     | 0     | 8     | 8        | 2.45     | 1.30    |
| 1938년 추계 | 오사카    | 5     | 1     | 0     | 0     | 0       | 2     | 1     | --       | --    | .667  | 69    | 15.2  | 14       | 0        | 12    | --   | 0     | 5        | 0     | 0     | 6     | 1        | 0.57     | 1.66    |
| 1939년      | 오사카    | 6     | 2     | 1     | 0     | 0       | 2     | 2     | --       | --    | .500  | 140   | 32.0  | 33       | 1        | 14    | --   | 1     | 13       | 0     | 0     | 19    | 16       | 4.50     | 1.47    |
| 통산：4년   | 통산：4년 | 56    | 20    | 10    | 2     | 0       | 27    | 9     | --       | --    | .750  | 1115  | 274.1 | 189      | 2        | 106   | --   | 3     | 134      | 0     | 0     | 75    | 48       | 1.57     | 1.08    |